# Harry Schwarz
Harry Heinz Schwarz (ur. 13 maja 1924 w Kolonii, zm. 5 lutego 2010 w Johannesburgu) – południowoafrykański prawnik, dyplomata i polityk, lider Partii Reformistycznej i Demokratów, przeciwnik apartheidu, ambasador RPA w Stanach Zjednoczonych (1991–1995).

## Życiorys
Urodził się w rodzinie Żydów niemieckich. Do ZPA przyjechał wraz z rodzicami w wieku 10 lat (na statku SS „Giulio Cesare” płynącym z Genui do Kapsztadu). Uczył się w szkołach Tamboerskloof i South African College Schools w Kapsztadzie oraz Jeppe High School for Boys w Johannesburgu.
W czasie II wojny światowej służył w wojskach powietrznych ZPA jako nawigator. Walczył w Afryce Północnej oraz we Włoszech. Studiował prawo (od 1946) na Uniwersytetach Witwatersrand, gdzie zetknął się z Nelsonem Mandelą, oraz w Londynie. Na Uniwersytecie w Johannesburgu został w 1948 przewodniczącym sekcji Zjednoczonej Partii, opozycyjnej wobec rządów Partii Narodowej. W 1951 został wystawiony przez Zjednoczoną Partię (Verenigde Party) jako kandydat w wyborach do Rady Miejskiej Johannesburga. Sprawował mandat radnego z okręgu Booysens. Siedem lat później wybrano go w skład Rady Prowincjonalnej (Parlamentu) w Transvaalu, gdzie został reprezentantem okręgu Hillbrow oraz liderem opozycji wobec rządów Partii Narodowej. Od 1953 praktykował jako prawnik. W 1964 wziął udział w tzw. procesie Rivonia, broniąc oskarżonego Jimmy'ego Kantora. Odwiedził również w więzieniu Nelsona Mandelę.

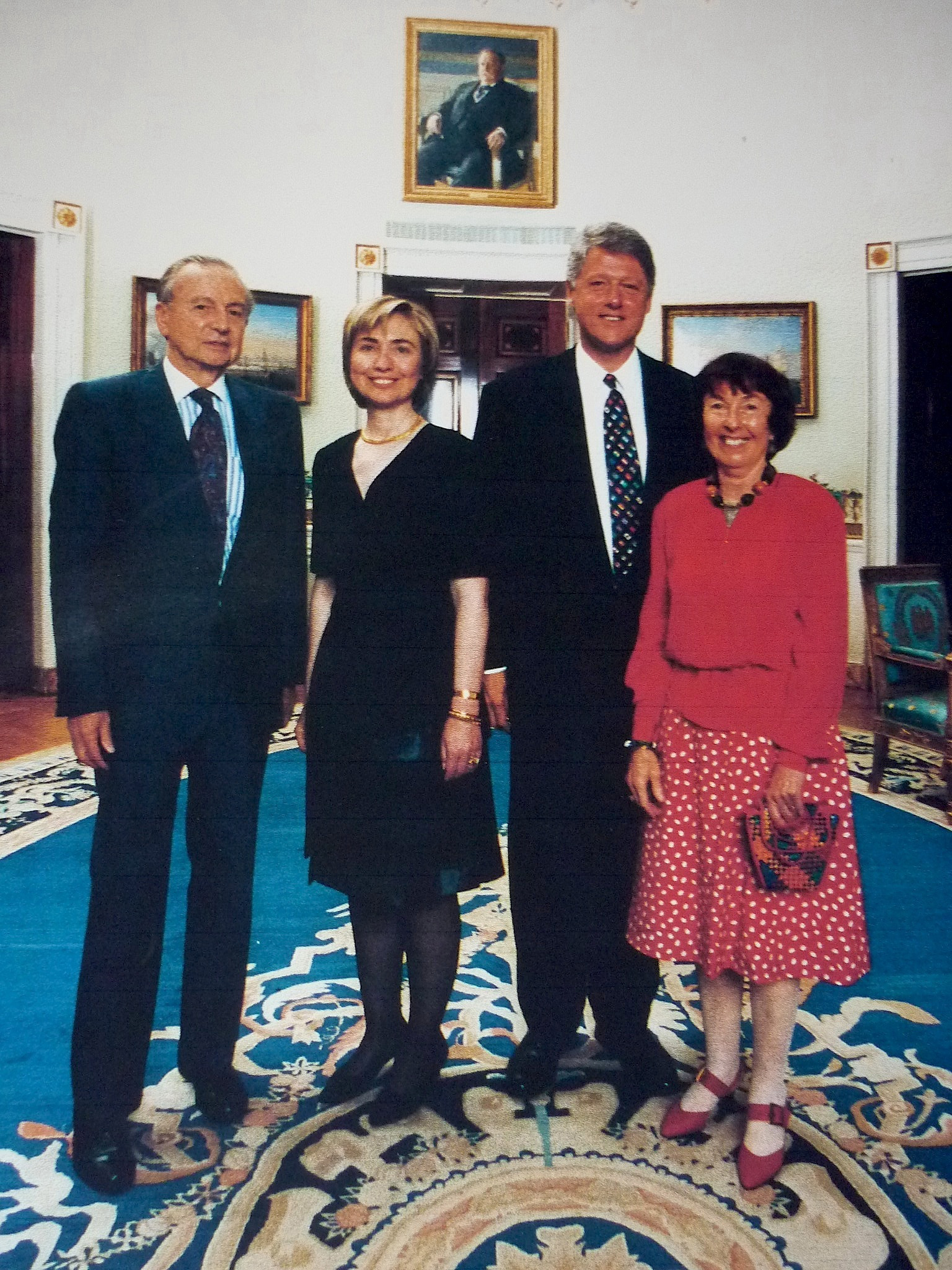
Harry Schwarz i prezydent Bill Clinton z małżonkami, 1993

W łonie VP reprezentował frakcję liberalną. W 1972 zastąpił konserwatystę Maraisa Steyna w roli przewodniczącego VP w Transvaalu. Dwa lata później zdobył mandat deputowanego do parlamentu federalnego w Kapsztadzie, jednak w kolejnym roku został wyrzucony z VP za podpisanie tzw. deklaracji Mahlabatiniego (o pokoju rasowym w RPA). W lutym 1975 wraz z czterema innymi posłami VP założył Partię Reformistyczną (Reformiste Party), która dysponowała pięcioma posłami w Zgromadzeniu Narodowym, jednym senatorem oraz 10 radnymi w Radzie Prowincji Transvaalu (dzięki temu miała status oficjalnej opozycji w tej prowincji). Po kilku miesiącach ugrupowanie połączyło się z Partią Postępową (Progressiewe Party) w Postępową Partię Reformistyczną (Progressiewe Reformiste Party – PRP) z Colinem Eglinem jako liderem. Schwarz był rzecznikiem opozycji ds. finansów i obrony narodowej. Później znalazł się wśród członków założycieli Partii Demokratycznej.
W lutym 1991 zrezygnował z mandatu posła. W latach 1991–1995 pełnił obowiązki ambasadora RPA w Waszyngtonie jako pierwszy w historii przedstawiciel opozycji (był jednocześnie pierwszym ambasadorem swego kraju na Barbadosie). W USA zabiegał o poparcie dla południowoafrykańskiego procesu pojednania oraz próbował zjednać amerykańskich polityków dla zniesienia sankcji wobec kraju. W 1991 podpisał traktat o nieproliferacji broni masowej zagłady.
W 1995 uzyskał tytuł doktora honoris causa Uniwersytetu Judaistycznego w USA (obecnie: Amerykański Uniwersytet Żydowski). W tym samym roku analogiczny tytuł przyznał mu Uniwersytet w Stellenbosch. W 2002 został mianowany honorowym wiceprzewodniczącym Rady Prowincji Gauteng (dawny Transvaal).
W 2000 zrezygnował z członkostwa w PD z powodu sojuszu z Nową Partią Narodową.
W ostatnich latach życia zajmował się prawem, głównie w dziedzinie bankowości, ubezpieczeń i dyplomacji. Wraz z żoną założył towarzystwo dobroczynne Schwarz Upliftment Trust. Mieszkał w Johannesburgu wraz z żoną Annette (poślubioną w 1952) – siostrzenicą działacza związkowego Jimmy'ego Greena. Schwarzowie mieli troje dzieci i czworo wnuków.